# Museu da Imagem e do Som (São Paulo)
O Museu da Imagem e do Som (MIS) é um museu público estadual, vinculado à Secretaria da Cultura e inaugurado no ano de 1970. Fruto de um projeto iniciado alguns anos antes por intelectuais e produtores culturais, como Ricardo Cravo Albin, Paulo Emílio Salles Gomes, Rudá de Andrade, Francisco Luiz de Almeida Salles e Luiz Ernesto Machado Kawall, o museu preserva hoje o patrimônio de audiovisual nacional e abriga diversos documentos sonoros e imagético.
Localizado no Jardim Europa, distrito de Pinheiros, tem como objetivo principal, desde sua inauguração até atualmente, preservar e documentar o passado e o presente de manifestações que estão ligadas à arte, imagem e som, como música, cinema, fotografia, artes gráficas etc., para um levantamento de um painel da vida brasileira nos seus aspectos humanos, sociais e culturais. Nas década de 1970 e década de 1980, destacou-se como um importante núcleo de difusão artística e educativa, e se transformou em um centro de referência para a pesquisa da indústria audiovisual brasileira.
Seu acervo conta com mais de duzentos mil itens e, atualmente, possui uma programação cultural variada, voltada a diversos públicos. Vem ganhando destaque na crítica e na mídia por suas exposições bem elaboradas e sobre grandes nomes da arte contemporânea, do cinema, da música, além de dar espaço a novos artistas.
Em 30 de outubro de 2019, foi inaugurado na Água Branca o novo museu MIS Experience. Criado em parceria com a Fundação Padre Anchieta, responsável pela TV Cultura, o espaço foi totalmente adaptado para receber exposições imersivas.

## Histórico

### Antecedentes
Em 1965, o Museu de Imagem e do Som foi inaugurado durante as celebrações do IV Centenário do município carioca, sendo a instituição cultural pioneira no Brasil, que se tornou um importante centro de referência da vanguarda audiovisual brasileira. Com um projeto, até então inovador no campo museológico, o MIS-RJ foi criado durante o governo de Carlos Lacerda, na época das comemorações do IV Centenário da cidade do Rio de Janeiro. Essa ideia seria, em seguida, adotada por diversos outros governos estaduais, que formaram comissões para instalar MIS regionais. O musicólogo Ricardo Cravo Albin, fundador e diretor do MIS carioca até o ano de 1971, integrou as comissões organizadoras responsáveis por criar Museus da Imagem e do Som. Atualmente (2017) existem em torno de 23 pelo Brasil todo. No começo, como relata Rudá de Andrade em entrevista ao MIS-SP, o museu carioca dedicava-se sistematicamente em recolher depoimentos de grandes personalidades da época, ato que gerou grande repercussão na imprensa nacional, por conta dos entrevistados.
Foi o então governador de São Paulo, Roberto Costa de Abreu Sodré, que sugeriu a ideia de criar um Museu de Imagem e do Som na capital paulista visando a publicidade que a produção de tais entrevistas com nomes célebres da cultura brasileira poderia trazer para o governo. O assessor do governador, Luiz Ernesto Kawall, foi um dos grandes responsáveis pela concretização da ideia.
Em meados da década de 1950, forma-se o trio que, junto com Kawall, possibilitaria a criação do MIS em São Paulo. Paulo Emílio Salles Gomes, Francisco Luiz de Almeida Salles Gomes e Rudá de Andrade estavam envolvidos em um projeto de consolidação da Cinemateca Brasileira, criada em 1954. Por conta disso, tinham interesse em filiá-la a alguma instituição sólida. A primeira tentativa foi fazê-lo com a Escola de Comunicação e Artes da Universidade de São Paulo, criada em 1967, mas o projeto não foi realizado com sucesso.
Com a criação de um Museu da Imagem e do Som na cidade de São Paulo, que chega ao trio por meio da Secretaria da Cultura, seria possível vincular a Cinemateca a algum órgão do Governo, já que o presidente do Conselho na época, Péricles Eugênio da Silva, tinha a preocupação de criar uma instituição de respaldo.

### Fundação

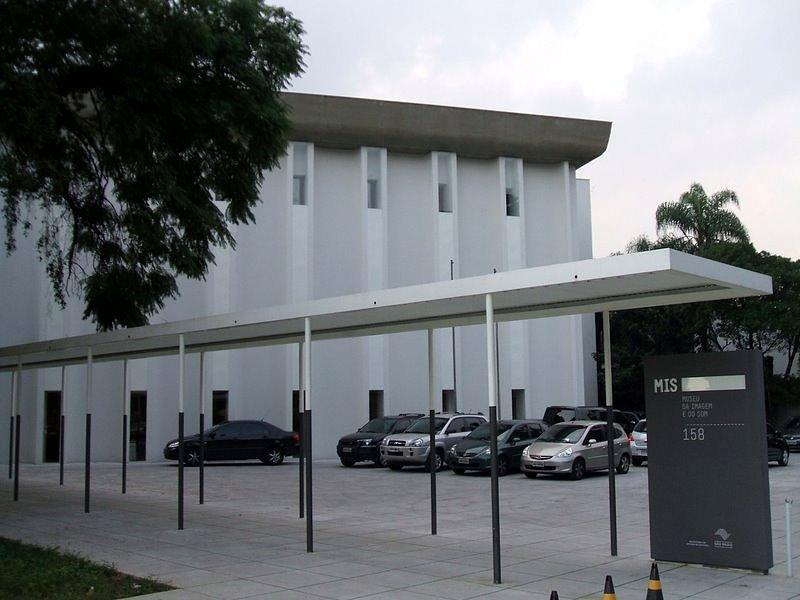
Entrada da instituição

Os trabalhos que visavam a criação do Museu da Imagem e do Som de São Paulo foram iniciados em 1967 por uma comissão formada por Francisco Luiz de Almeida Salles Gomes, Luiz Ernesto Kawall,Paulo Emílio Salles Gomes, Péricles Eugênio da Silva e o cineasta Rudá de Andrade. O Museu seria oficialmente inaugurado três anos mais tarde, em 29 de maio de 1970, pelo Decreto-lei n.º 247 do Governador Roberto de Abreu Sodré. Enquanto o governador queria registros sonoros das personalidades brasileiras, os integrantes da comissão se preocupavam com o registro do intenso processo de mudança e modernização pelo qual São Paulo passava. O MIS surge para coletar, conservar e registrar a documentação e a memória produzida em meios novos, como a  televisão, o rádio, a indústria fonográfica e a videoarte, até então ignorados pelas demais tipologias museológicas e pelas vertentes arquivísticas tradicionais, bem como por preservar imagens e sons ligados às manifestações culturais das comunidades rurais e urbanas do estado e do país.
Nos cinco primeiros anos de atividade, o Museu funcionou em diversos locais. A primeira locação foi em um edifício precário na Rua Antônio Godoy, então sede do Conselho Estadual de Cultura. De lá, mudou-se para o Palácio dos Campos Elíseos, antiga sede do governo estadual. Mudou-se em seguida para dois sobrados em na Alameda Nothmann e depois para um edifício na Avenida Paulista. Em 1973, foi novamente transferido para uma residência na Rua Oscar Pereira da Silva. Por fim, o MIS recebeu como sede, pelo governo, um casarão desapropriado, pertencente à família Giaffone, localizado na Avenida Europa, nos Jardins. Os arquitetos Roberto Fasano e Dan Juan Antonio foram responsáveis pela extensa reforma que resultou em edificação de cinco mil metros quadrados novos atuais.
A sede definitiva do MIS foi inaugurada em 27 de fevereiro de 1975, com a exposição Memória Paulistana, organizada por Rudá de Andrade como um “resgate histórico-cultural da memória da cidade de São Paulo”, cujo catálogo trazia em seu texto inicial os objetivos e a filosofia do Museu – documentação e registro do passado e presente, abordagem das manifestações artísticas e mutações tecnológicas de maneira objetiva e abrangente. Além de “conferir-se o caráter de museu moderno (...) e de museu vivo”, servindo também como um ambiente de estudo, pesquisa e experimentação.
Rudá de Andrade foi o primeiro diretor do museu. Em sua gestão, o MIS empenhou-se em produzir um expressivo acervo de registros sonoros, tornando-se a primeira instituição museológica do país a ter como atividade permanente a documentação da história oral. Foram colhidos depoimentos desde personalidades como Tarsila do Amaral, Pietro Maria Bardi, Sérgio Buarque de Hollanda, Tom Jobim, Pelé, Gregori Warchavchik, Arrigo Barnabé, Camargo Guarnieri, Cacá Rosset, José Celso Martinez Corrêa e Alfredo Volpi, a veteranos da Revolução de 1932. Além disso, em sua fase inicial, o Museu conduziu diversos projetos de caráter antropológico, como a pesquisa realizada no Vale do Ribeira, registrando a organização social, o folclore e as demais manifestações culturais locais, o que resultou em um conjunto composto por milhares de slides e negativos, 60 rolos de fita magnética, 12 relatórios de pesquisa e três curtas-metragens. Ainda na vertente antropológica, destacou-se a documentação sobre a arte rupestre no Piauí e sobre as transformações sofridas pela população no eixo Rio-Santos.
O MIS esteve entre as primeiras instituições culturais do Brasil a organizar e sediar festivais de vídeo, mostras audiovisuais e de fotografia, como a Mostra do Audiovisual Paulista, o Festival Internacional de Curtas e as primeiras exibições dos vídeos experimentais do norte-americano Bill Viola. Foi também precursor na exibição de filmes fora do circuito comercial, transformando-se em uma referência cultural da cidade e em um ponto de encontro de produtores, estudantes e profissionais da área audiovisual e interessados em geral.
Em 1983, o MIS sediou a primeira edição do Festival de Vídeo Brasil, mostra competitiva que premiou o diretor de teatro José Celso Martinez Correa, por seu documentário abordando as relações ente o teatro e as artes plásticas. O então diretor do museu, Ivan Negro Isola, que permaneceria no cargo até 1987, buscou enfatizar as políticas estruturais e consolidar uma agenda fixa de eventos culturais e atividades didáticas. No começo da década de 1990, o museu criou o setor de artes gráficas, após a organizar a mostra Gráficos Brasileiros - Antes de Hards e Softs, em julho de 1991, e buscou dar continuidade a uma agenda cultural fixa. Não obstante, a multiplicação de espaços culturais na cidade e o aumento da oferta de eventos ligados à produção audiovisual contribuiriam, nos anos seguintes, para uma queda significativa no número de visitantes, em comparação às décadas de 1970 e 1980.
Em 2007, o Governo do Estado de São Paulo  estabeleceu uma parceria público-privada, transferindo a gestão do MIS para a Organização Social de Cultura Associação do Paço das Artes Francisco Matarazzo Sobrinho. Daniela Bousso substituiu Graça Seligman na direção. O museu foi fechado para a realização de uma reforma, e reinaugurado em agosto de 2008, com o espaço expositivo ampliado, um segundo auditório e dotado de novos equipamentos para agregar novas mídias tecnológicas e experimentações artísticas em suportes não convencionais. Nesse mesmo ano, inaugurou o "Laboratório de Novas Mídias do Museu da Imagem e do Som" (LABMIS), o primeiro laboratório de novas mídias instalado em um museu público brasileiro, que funciona como centro de pesquisa e produção para artistas residentes, e de difusão, por meio dos cursos e palestras oferecidos.

### MIS Experience
Inaugurado em 30 de outubro de 2019, o museu MIS Experience ocupa atualmente a antiga marcenaria da TV Cultura, na região da Água Branca. É o primeiro espaço imersivo da América Latina, sendo que o investimento de R$ 8,5 milhões necessários para sua construção foi inteiramente financiado por empresas privadas. Sua exposição inaugural, "Leonardo da Vinci - 500 anos de um gênio", traz uma experiência imersiva inédita ao público da cidade, que vai permitir ao visitante conhecer a vida e o legado de Da Vinci. A exposição, criada em parceria com o Museu Leonardo da Vinci, em Roma, com a colaboração de especialistas italianos e franceses.

## Exposições, atividades e eventos

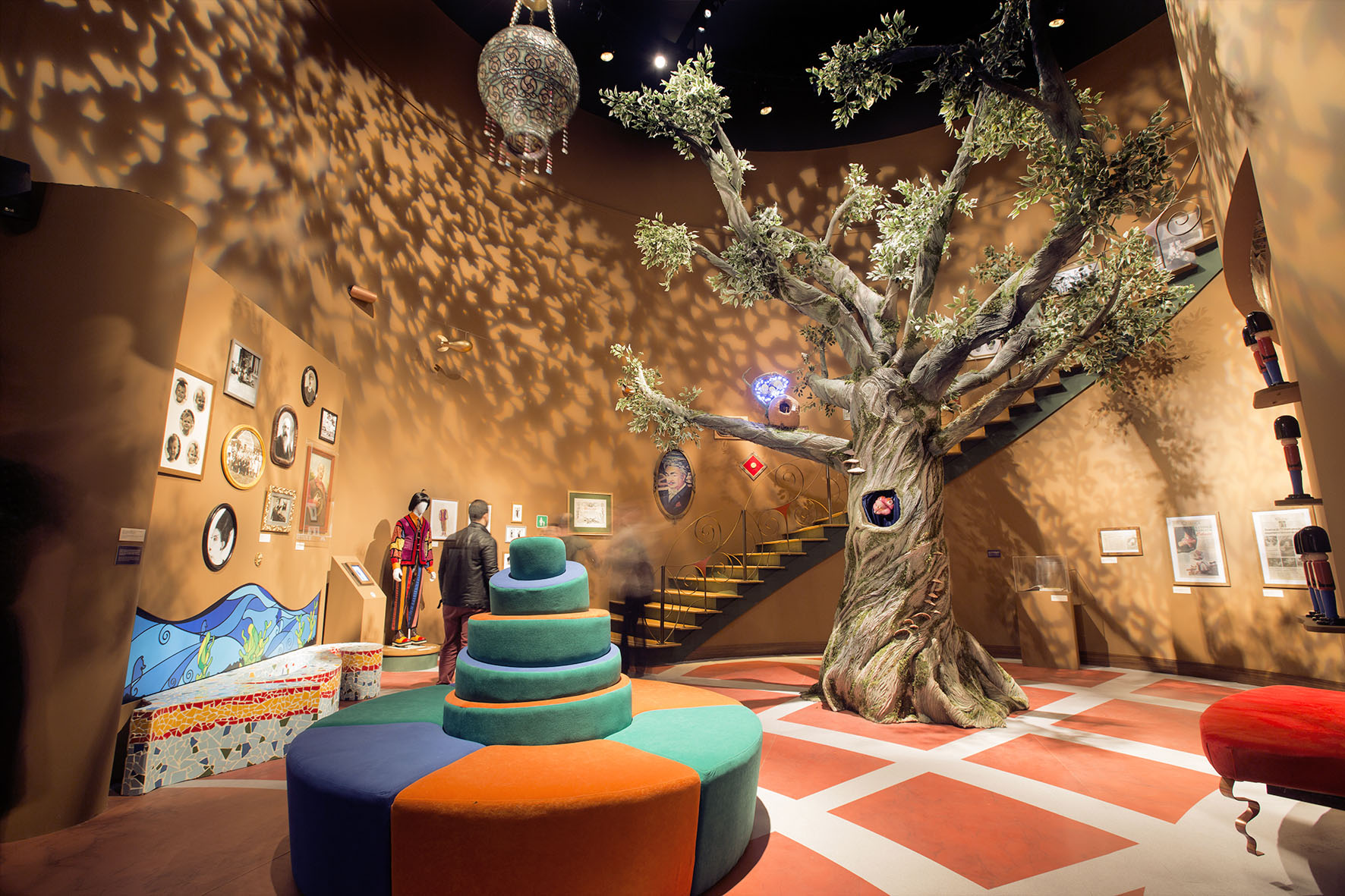
Exposição do Castelo Rá-Tim-Bum no MIS-SP.

O MIS foi comandado até o final de 2016 pelo diretor executivo André Sturm, que traz um novo plano de atividades em sua gestão. O Museu da Imagem e do Som passa a ser um espaço de encontro para população paulista, onde a pluralidade da programação artística e a cultural prevalecem. O aumento do público em quase 70%, além da grande repercussão de sua programação na mídia em geral, comprova que o Museu voltou a ter grande destaque na cena cultural. Atualmente, são realizados eventos periódicos mensais, como o "Cinematographo", que faz a projeção de filmes mudos acompanhados por músicos ao vivo; "o Estéreo MIS", dedicado a fortalecer e estimular a atuação da música independente nacional; a "Maratona Infantil", voltada a crianças e suas famílias com exibição de filmes, oficinas variadas, circo, teatro, contação de histórias, shows e diversas outras atividades. Mensalmente, também, é realizada a festa "Green Sunset" no espaço externo do Museu com música eletrônica e outras atrações, sendo um dos programas mais badalados. Outro grande destaque da programação são as recentes exposições de grandes nomes, como Georges Méliès, um mágico do cinema (2012), inédita no Brasil, Ai Weiwei - Interlacing (2013) e Stanley Kubrick (2013), ambas inéditas na América Latina.
Além disso, o MIS abre regularmente convocatórias para fomento da criação artística e sua difusão, como a "Residência LABMIS", projeto anual de residência nacional e internacional que fomenta a produção de arte e conhecimento em novas tecnologias; o "Nova Fotografia", espaço permanente para exposição de fotografias que se distinguem pela qualidade e inovação; o "Cine MIS", lançamento de filmes inéditos na cidade de São Paulo; e o "Dança no MIS", que traz artistas que transitem por diferentes linguagens, unindo o audiovisual à performance para intervenções site-specific no espaço do Museu.
O "Núcleo Educativo" tem se consolidado, desenvolvendo ações para diversos públicos, escolares ou não, com atividades preparadas de acordo com as questões que cada exposição apresenta. Recentemente realizou parcerias com outras instituições (Centro de Cultura Judaica) e eventos (Festival Internacional de Curtas Metragens) que aconteceram no MIS. Para além da cidade de São Paulo, o programa "Pontos MIS" leva a diversos municípios do interior do Estado produções audiovisuais, realiza oficinas e encontros regionais, reforçando o compromisso de difusão cultural do museu.
Desde 2011 o MIS-SP vem vivendo um período de ascensão, tendo mais que dobrado suas visitas nos últimos anos, de 61 mil em 2011 para 250 mil em 2014 . Somente a mostra sobre o cineasta Stanley Kubrick em 2013, teve 80 mil visitantes e em 2014 pretende manter o alto nível, trazendo ao Brasil a mostra juntamente com o músico britânico David Bowie.
Em 2017, o MIS recebeu a exposição "Silvio Santos vem aí!", do apresentador Sílvio Santos. A exposição foi dividida em 30 áreas que contaram a trajetória profissional de Silvio Santos e a evolução do sistema de rádio e da televisão brasileira em uma linha do tempo.
Em Novembro de 2022, o MIS recebeu a exposição coletiva "Encruzilhada Blockchain" com curadoria de Felippe Moraes, como parte da programação do 30º Festival MixBrasil de Cultura da Diversidade. A mostra apresentava obras de 13 artistas LGBTQIA+ produzindo obras em NFT. O conceito curatorial parte do orixá Exu como alegoria e método para discursar sobre tecnologia, comunicação, inventividade e diversidade sexual.

## Acervo
O acervo do MIS conta com mais de 200 mil itens relacionados à história da produção audiovisual brasileira. São fotografias, filmes (curtas, longas, vídeos e documentários), vídeos, cartazes, peças gráficas, equipamentos de imagem e som e registros sonoros e audiovisuais, além dos livros, catálogos, periódicos, CDs, DVDs, VHS, coleções, cuja coleta e criação esteve sempre ligada aos acontecimentos contemporâneos. As informações sobre a documentação do acervo estão disponíveis em um Banco de Dados online, para facilitar seu acesso. O Museu da Imagem e do Som, fica localizado na Avenida Europa, número cento e cinquenta e oito, no Jardim Europa. O horário de funcionamento, de terça-feira a sábado, é das doze horas às vinte e uma horas, e aos domingos é das onze horas às vinte horas. A entrada custa dez reais ou cinco reais, meia entrada, as terças feiras é oferecido a entrada gratuita ao público para que possam visitar o acervo.

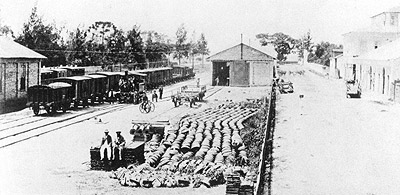
Rua da Estação (Região da Luz - São Paulo, SP) (ca. 1887). Fotografia de Militão Augusto de Azevedo no acervo do museu.

### Fotografia
O núcleo de fotografias é composto por exemplares produzidos pelo próprio museu, adquiridos ou recebidos em doações. Possui autocromos, cartes-de-visite, ferrótipos, negativos e estereoscópios, diversas coleções especializadas em cinema, rádio e televisão e uma coletânea de trabalhos de fotógrafos contemporâneos. É particularmente relevante a coleção relacionada à iconografia paulistana, com obras de Militão Augusto de Azevedo, Guilherme Gaensly, Valério Vieira, Alice Brill, Hildegard Rosenthal e Hans Gunter Flieg, entre outros.

### Vídeo
O acervo de vídeo conta com mais de 5.000 títulos, produzidos a partir de 1970. São documentários, obras de ficção, videoclipes, animações, exemplares de videoarte, programas de televisão, peças publicitárias, gravações de festivais e musicais. Há significativas coleções relacionadas à produção brasileira (como as coleções "Televisão no Brasil", "Pioneiros", "Modernismo", "O Olho do Diabo", etc) e internacional, incluindo títulos do Japão, França, Argentina, Estados Unidos e Alemanha. Além disso, estão no acervo as produções internas do museu, como os registros da conquista do tricampeonato de futebol em 1970, das comemorações do sesquicentenário da Independência (1972) e das demolições para a construção do metrô de São Paulo (1975).

### Cinema
A coleção de cinema é reúne em torno de 13.000 títulos, entre curtas, médias e longas-metragens, em Super 8, 16 e 35 mm, dos mais variados gêneros e épocas. Foi formada a partir de exemplares coletados pela Comissão Nacional de Cinema do Conselho Estadual de Cultura, aos quais se somaram as próprias produções do museu, doações de particulares e de instituições culturais estrangeiras, títulos adquiridos por meio do Prêmio Estímulo de Curtas Metragens, curtas apresentados no Festival de Gramado e o acervo de produções norte-americanas da Castle Rock Entertainment. Destaca-se o núcleo relativo à produção cinematográfica paulista, com títulos como Pixote, a Lei do Mais Fraco, de Héctor Babenco, O Homem que Virou Suco, de João Batista de Andrade, Cidade Oculta, de Chico Botelho, bem como títulos da Companhia Cinematográfica Vera Cruz.
Conta ainda com nomes como Ozualdo Candeias, Anselmo Duarte, Paulo César Saraceni, Roberto Santos, Jean Manzon, Carlos Reichenbach, Guilherme de Almeida Prado, Suzana Amaral, José Mojica Marins, André Klotzel, Ugo Giorgetti, Alain Fresnot, Cláudio Tozzi, Flávio del Carlo, esses dois últimos em registro Super 8, integrantes da coleção Abrão Berman.
Em 2016, o MIS recebeu a exposição "O Mundo de Tim Burton", na qual mostra os trabalhos criativos do diretor Tim Burton desde a infância até a carreira atual de diretor.

### História Oral
O museu também tem uma coleção de mais de 3000 registros sonoros de depoimentos, entrevistas, debates e palestras. Essas gravações foram realizadas no âmbito de um projeto pioneiro de história oral desenvolvido pelo MIS, dedicado a coletar material sonoro de brasileiros famosos e anônimos, divididos nos núcleos “Histórias de Vida”, “Projetos Políticos, Sociais e Trabalhistas”, “Memória e Tradição Oral”. Estão representados nos depoimentos personalidades como Pietro Maria Bardi, Pelé, Gregori Warchavchik, Arrigo Barnabé, Cacá Rosset, José Celso Martinez Corrêa, Alfredo Volpi, Tarsila do Amaral, Camargo Guarnieri, Sérgio Buarque de Hollanda e Tom Jobim, entre muitos outros. Atualmente, a recolha de depoimentos tem continuidade pelo programa mensal "Notas Contemporâneas", que realiza gravações de entrevistas com músicos brasileiros por especialistas em música. O projeto, que teve sua primeira fase dedicada à música erudita, agora (2013) se volta para nomes consagrados da Música Popular Brasileira. A entrevista é dividida em duas partes, contando com participação do público na segunda.

### Artes Gráficas
O departamento de artes gráficas é o mais recente do acervo do museu, inaugurado em 1990. Reúne catálogos, folhetos, embalagens, adesivos, selos, calendários, capas de livros, revistas, cartazes e materiais impressos em geral, agregando trabalhos de mais de 120 designers. A formação dessa coleção se iniciou em 1991, após a organização da exposição Gráficos Brasileiros – Antes de Hards e Softs. Por fim, o museu conserva uma amostra de mais de 300 equipamentos de imagem e de som, atestando a linha evolutiva da tecnologia de produção e reprodução audiovisual, incluindo câmeras fotográficas, filmadoras, projetores de filme, aparelhos de rádio e televisão, toca-discos etc.